# Brazilski džiju-džicu
Brazilski džiju-džicu (u medijima i u obliku brazilski jiu-jitsu) (eng. krat. BJJ) je borilačka vještina i borilački šport koji je usredotočen na grappling i osobito na borbu na tlu s ciljem dobivanja dominantne pozicije te korištenjem zglobnih koštaca (engl. joint locks) i gušenja da se prisili protivnika na predaju. Sistem se razvio iz modificirane verzije Juda prakticiran prije 2. svjetskog rata uključujući i neke tehnike iz klasičnog Jujutsua te s fokusom na ne-wazu (podne tehnike). Promovira princip da manja, slabija osoba korištenjem ravnoteže i tehnike se može uspješno obraniti protiv većeg i jačeg napadača. BJJ se može trenirati za samoobranu, športske grappling turnire (gi i ne-gi) i mješovite borilačke vještine (MBV, engl. MMA – Mixed Martial Arts). Sparing (popularno zvano «kotrljanje») s protivnikom igra važnu ulogu u treniranju.

## Porijeklo
Vještina je započela s Mitsuyom Maedom zvan Conde Coma (Grof Borba), japanskim judašem i članom Kodokana. Jigoro Kano je poslao Maedu da širi Judo izvan Japana. Kasnije, Maeda je emigrirao u Brazil 1910-ih godina gdje je utjecajni poslovni čovjek Gastão Gracie pomogao da se useli. Zauzvrat za njegovu pomoć, Maeda je trenirao Gastãovog najstarijeg sina Carlosa Graciea Judo koji je sam kasnije trenirao svoju braću uključujući i Hélia Graciea. 
Kada je Meada učio obitelj Gracie Judo on je to nazivao Jujutsu. Nije poznato zašto je to učinio jer je Maeda trenirao Jujutsu samo kratko vrijeme kao dijete. Jedna teorija je da zato što je Maeda sudjelovao u brutalnim borilačkim natjecanjima što je Kano smatrao da je protiv principa Juda, Maeda je promijenio ime jer je raskinuo s Kanom. Druga teorija je da je Maeda stavio mnogo prljavih tehnika u svoj silabus porijeklom iz klasičnog Jujutsua. U to vrijeme bilo je znano kao džiju-džicu – ne «Gracie džiju-džicu» ili «Brazilski džiju-džicu». Ovi nazivi su kasnije nastali kada je Gracie obitelj svoju borilačku vještinu počela širiti u SAD. «Jiu-jitsu» je isto bio originalno sricanje vještine na zapadu i zbog toga ova vještina je zadržala takav naziv iako tehnički netočan. Ostalo uobičajeno sricanje je Jujitsu, Jujutsu, Ju jitsu i Ju-jitsu. Raznolikost sricanja je zbog poteškoća transliteracije japanskih Kanji zvukova u engleski fonetski sistem.
Gracie braća trenirali su mnoge svoje sinove, koji dalje nastavljaju obiteljsku tradiciju. Kroz konstantno tehničko dotjerivanje u treningu i 
pravom borbom, naglašavajući podne tehnike, Brazilski džiju-džicu kakav je danas znan je bio stvoren. Gracie obitelj je nastavila razvijati sistem kroz 20. stoljeće često boreći se u vale tudo borbama (preteča današnjih MMA natjecanja), tijekom koji je dobio fokus na borbu na tlu i rafiniranje njegovih tehnika.

## Rasprostranjenost
Ostali pridonoseći faktori stilističkoj raznolikosti BJJ-a uključuju želju Gracie obitelji da stvore nacionalnu borilačku vještinu, utjecaj brazilske kulture, naglasak Gracie obitelji na full-kontaktnoj borbi i samoobrani, zatvaranje Kodokana poslije 2. svjetskog rata od strane Američkog Okupacijskog Autoriteta (koji se smio samo otvoriti pod uvjetom da se okrene športu), kao i osobno dodavanje Gracie obitelji korpusu tehnika i teorijama u pogledu samoobrane, borilačkih vještina i metoda treninga.
Brazilski Jiu-Jitsu je došao do međunarodnog priznanja u svijetu borilačkih vještina u 90-ima, kada je majstor Brazilskog džiju-džicua Royce Gracie dobio prvi, drugi i četvrti UFC (Ultimate Fighting Championship) koji je u to vrijeme bio eliminacijski turnir borilačkih vještina.  Borio se često protiv mnogo krupnijih oponenata koji su prakticirali druge stilove, uključujući boks, shoot-fighting, Karate, Judo, Taekwondo i hrvanje. Od tada je BJJ postao osnovna vještina za mnoge MMA borce i smatra se odgovornim za usmjeravanje velike pozornosti na aspekt borbe na tlu. Športski BJJ turniri dobivaju sve veću popularnost diljem svijeta i započeli su brojne gi i ne-gi submission grappling natjecanja kao ADCC svjetsko prvenstvo u submission grapplingu.
Hélio je sudjelovao u nekoliko judo natjecanja koji su većinom završili neriješeno, jedan gubitak došao je od Masahika Kimure čije je ime kasnije korišteno za naziv ručne poluge s kojom je službeno dobio Hélia. U mnogo kasnijem intervjuu Hélio je priznao da je ranije u borbi bio onesviješten gušenjem ali je brzo povratio svijest i izbjegao da ranije izgubi.  Postoje mnogo iskaza o tome što se dogodilo tijekom borbe, od toga da se Kimura rugao Héliovom držanju i otvoreno ga vrijeđajući do toga da je Kimura bio toliko impresioniran s Héliovom vještinom da ga je pozvao da podučava u Japanu. Danas, Hélio s vremena na vrijeme podučava u Brazilu i pridružuje se sinovima tijekom njihovih borbi. Vještina se ponekad nazive Gracie džiju-džicu (GJJ) ali taj naziv je stavljen pod vlasništvom Roriona Graciea i označava stil podučavan od njega i njegovih odabranih instruktora. Ostali članovi Gracie obitelji često zovu svoj stil prema vlastitim imenima kao npr. Charles Gracie džiju-džicu ili Renzo Gracie džiju-džicu i slično. Machado braća zovu svoje stil Machado džiju-džicu. Iako svaki stil i njegovi instruktori imaju jedinstvene značajke, smatraju se varijacijom Brazilskog džiju-džicua.

## Usporedba s ostalim borilačkim vještinama izvedenim iz klasičnog Jujutsua
Najvažniji faktor koji razlikuje Brazilski džiju-džicu od Juda i nekih škola Jujutsua je da BJJ daje namjerni naglasak na borbu na tlu. Dok japanski Jujutsu i Judo uključuju trening za parter (newaza) malo japanskih škola daje naglasak na parter kao BJJ. Neke, ako ne i sve, BJJ škole zanemaruju tehnike bacanja. Takav režim treniranja je odgovoran za velike napretke u borbi na tlu uveden BJJ-om kao i velike nedostatke u stojećem grapplingu koji neki ublažavaju s usporednim treniranjem Juda ili hrvanja. Usto, kao i Judo, BJJ potiče na randori ili slobodno spariranje protiv protivnika koji se opire. Stoga studenti imaju priliku da testiraju svoje vještine i razviju ih pri realističnim uvjetima pritom smanjujući rizik od ozljede.    
Ponekad se pretpostavlja da je Maeda je bio majstor Jujutsa. Ipak, dok je u kasnim 1880-ima Judo bio smatran školom Jujutsua mogao se koristiti taj naziv naizmjence s nazivom Jujutsu. Maeda je zapravo vrlo kratko trenirao tradicionalni Jujutsu kao dijete prije nego što je počeo trenirati Judo. I zanimljivo je napomenuti da stari Kodokan zapisi imaju Hélia Graciea registriranog kao 3. dana u Judu. Izrazita razlika između BJJ-a i japanskih stilova uključuje naglasak udaraca na podu, hvatove i zglobne koštice koji su zabranjeni u športskom džudu ali se uče u praktičnom Judu i tradicionalnom Jujutsu. Danas, glavna razlika između Gracie/Brazilski džiju-džicua leži između Héliovog tradicionalnog GJJ-a za samoobranu i športskog BJJ-a za bodovno natjecanje. Postoji veliko ispreplitanje u tehnici između to dvoje.

## Stil borbe
Brazilski džiju-džicu naglašava tehnike borbe na tlu i predajnog hvata (engl. submission hold) uključujući zglobne koštce i gušenja već prisutna u mnogim drugim borilačkim vještinama s ili bez naglaska na borbi na tlu. Premisa je da većina prednosti većeg i snažnijeg protivnika dolazi od duljeg dohvata i snažnijih udaraca mogu biti negirana ako borba bude na tlu. BJJ uključuje mnoge tehnike bacanja i rušenja protivnika na tlo koji se temelje na glavnim temeljima ljudskog tijela: bokovi i ramena. Takva rušenja je teško izbjeći bez treninga. Kada je protivnik na tlu broj napada (i protunapada) su na raspolaganju da se protivnik manipulira u pogodan položaj za primjenu predajnog hvata. Dobivanje dominantne pozicije na tlu (u smislu kada je protivnik na nekom a on je podu okrenut leđima) je znak inovacije BJJ stila i uključuje učinkovito korištenje pozicije garda za obranu sama sebe s donjeg položaja, i izvlačenje iz garda za dobivanje dominantne pozicije s gornjeg položaja s kontrolom bokova, mount i leđnom mount pozicijom. Ovaj sistem napada i manipulacija se može usporediti s oblikom kinetičkog šaha ako je rabljen od strane dva iskusna praktikanta. Predajni hvat je jednak šah-matu.

### Vrste predaje
Većina predajnih hvatova se može grupirati u dvije velike kategorije: zglobni koštci i gušenja. Poluge tipično nastaju izoliranjem protivnikova uda i stvaranjem poluge s vlastitim tijelom što će prisiliti zglob da se giba izvan normalnog područja kretanja. Pritisak bi se trebao povećavati kontroliranim načinom i biti smanjen kada se protivnik ne može osloboditi iz hvata ili javlja da se predaje. Uobičajeni oblik predaje je tapkati protivnika, strunjaču ili sama sebe nekoliko puta. Verbalna predaja je isto prihvatljiva.
Alternativno, moglo bi se primijeniti gušenje, prekidajući dotok krvi do mozga, uzrokujući nesvjesticu ako protivnik ne želi tapkati. Treći, manje uobičajeni tip predajnog hvata je kompresijski koštac, gdje mišić protivnika je pritisnut o tvrdu i veliku kost (uobičajeno goljenica ili zglob šake), uzrokujući izrazitu bol protivniku. Ova vrsta koštca često produžuje zglob u suprotni smjer rastavljajući ga. 

#### Zglobni Koštci
Dok je većina zglobnih koštaca dozvoljeno, većina natjecanja sprječava ili ograničava neke ili sve zglobne koštce koji obuhvaćaju koljena i kralježnicu. Razmišljanje iza toga je da kutovi manipulacije potrebni da se uzrokuje bol su skoro jednaki onima koji uzrokuju ozbiljnu ozljedu. Zglobni koštci koji zahtijevaju okretanje koljena (zvani okrećući koljenični koštac) su uobičajeno zabranjeni jer uspješno izvršenje poteza skoro uvijek rezultira trajnom ozljedom koja zahtijeva operaciju. Slično zglobna manipulacija kralježnicom je zabranjena zbog opasnosti drobljenja ili pomaknuća kralješka. U Brazilu, određeni koštci koji obuhvaćaju koljena i gležnjeve su dozvoljena samo u natjecanjima od smeđeg pojasa na dalje, a natjecatelji s nižim pojasevima će biti diskvalificirani ako uporabe te poteze.
Ipak, mnogi zglobni koštci koji obuhvaćaju ručne zglobove, lakat, ramena ili gležnjeve su dozvoljeni jer ti zglobovi ima veću savitljivost i sigurni su pod pravilima natjecanja. Usto, u nižim nivoima natjecanja, neki borci koriste poteze čija je jedina svrha zadati bol njihovim protivnicima, u nadi da će tapkati. U to spada guranje prstnih zglobova u određene točke u tijelu, držanje protivnikove glave da im se izmori vrat (zvano «otvarač konzervi» ili kubi-hishigi) i stavljanje tjelesne težine na prsnu kost, vanjska rebra ili slične osjetljive kosti. Ti potezi nisu pravi predajni hvatovi i izbjegavaju se ili brutalno kontriraju na srednjim ili visokim nivoima natjecanja. Generalno, služe za distrakciju.

#### Gušenja
Većina BJJ gušenja uključuje stezanje karotidne arterije (uzrokujući hipoksiju). Tehnički to nisu «gušenja» već «davljenja»; ali, izraz «gušenje» je često krivo uporabljen obuhvaćanjem gušenja i strangulacije. To se razlikuje od instinktivnih pokreta gušenja koji općenito uključuju stezanje dušnika (uzrokujući asfiksiju) – legitimno gušenje. Iako je ta razlika suptilna ona je zapravo važna. Zračna gušenja su manje učinkovita nego davljenja i kao posljedica može doći od ozljede dušnika, čak i do smrti. Kontrastno, krvna gušenja (davljenja) direktno prekidaju dotok krvi u protivnikov mozak izazivajući brz gubitak svijesti bez oštećenja unutarnje strukture. Biti «gušen» tako je zapravo relativno sigurnije sve dok je gušenje prekinuto odmah nakon gubitka svijesti puštajući krv (a time kisik) natrag u mozak prije nego što nastupa nedostatak kisika. Ali, ne bi se smjelo to prakticirati bez nadzora.

## Metode Treninga
Usredotočenost športskog Brazilskog džiju-džicua na predaju bez dodatka udaraca tijekom treninga dopušta praktikantima trening pri punoj snazi i brzini, nalikujući na pravi napor u realnoj borbi. Metode treninga uključuju tehnički drilovi gdje se tehnika koristi na ne opirućem protivniku, izolacijski sparing gdje jedna tehnika ili određen skup tehnika se koristi protiv opirućeg protivnika i puni sparing u kojem svaki protivnik pokušava prisiliti drugoga na predaju s bilo kojom legalnom tehnikom.

## Stupnjevanje
| Bijeli     |
| Plavi      |
| Ljubičasti |
| Smeđi      |
| Crni       |
| Crveni     |

| Bijeli     |
| Žuti       |
| Narančasti |
| Zeleni     |

Kriteriji za ocjenjivanje i dobivanja pojaseva varira između škola, opće priznata mjerila ranga osobe u BJJ-u su:
1    Količina tehničkog znanja koje može prikazati
2.   Njegova performansa u spariranju i natjecanjima
Tehničko znanje se sudi prema broju tehnika koje osoba može izvesti i nivo vještine s kojim ih primjenjuje u sparingu i natjecanju. To omogućava slabijima i starijima da budu prepoznati za svoje znanje iako nisu najveći ni najsnažniji borci u školi. To je izrazito individualna borilačka vještina i praktikanti su ohrabrivani da prilagode tehniku da može raditi za njihov tjelesni tip, strategiju i razinu atleticizma. Najveći kriterij je sposobnost izvršiti tehniku uspješno, a ne stilistička poslušnost.
Natjecanja igraju važnu ulogu u stupnjevanju Brazilskog džiju-džicua, jer dopuštaju instruktoru da usporedi nivo svojih učenika protiv drugih istog ranga drugih škola. Dobivanje novog pojasa može se dati nakon uspjeha na natjecanju, osobito među nižim pojasevima. Pojas se isto može dobiti kada osoba može prisiliti na predaju većinu drugih osoba istog pojasa npr. bijeli pojas koji stalno prisiljava na predaju ostale bijele pojaseve i počinje dostizati plave pojaseve.
Visoki nivo natjecanja između škola i njezina važnost u dobivanju pojaseva se isto smatra ključnim faktorom onemogućavajući instruktore da snize standarde ili da dopuste ljudima da novcem kupe pojas. Instruktori mogu isto tako uzeti u obzir karakter osobe i njeno ponašanje izvan dvorane za trening i mogu odbiti promovirati nekoga ako pokazuje antisocijalne i destruktivne tendencije. Po tim i ostalim kriterijima većina instruktora promoviraju svoje studente.
Neke škole mogu koristiti sistem pruga za svaki pojas tj. da moraju proći kroz nekoliko pruga da dođu od sljedećeg pojasa.
Neke škole koriste malo različite sisteme pojaseva, kao npr. veći broj pojaseva prije plavog, ali svi iznad pojasevi su široko prihvaćeni jer su standardi za natjecanja. Postoji minimalna dob. Plavi pojasevi se nikad ne dodaju nekome ispod 16 godina. Za dobivanje crnog pojaseva minimalna je dob 19 godina prema regulirajućem tijelu BJJ-a - Internacionalna Federacija Brazilskog džiju-džicua.
Crni pojasevi mogu dobivati stupnjeve do 9. stupnja sve dok prakticiraju i uče BJJ. Pri osmom crni pojas je zamijenjen s crveno crnim pojasom. Pri 9. i 10. stupnju nastupa crveni pojas. Samo osnivači Carlos i Hélio će jedini imati 10. pojas. Članovi Gracie obitelji koji imaju 9. stupanj su Carlson Gracie, Reylson Gracie i Rorion Gracie.
BJJ se razlikuje u nekim aspektima od drugih borilačkih vještina u kriterijima da dobivanje pojaseva, koji su skoro uvije temeljeni na praktičnoj ekspertizi u randoriju i natjecateljskim rezultatima. Očekivano je, iako nije baš svaki slučaj, da svaki crni pojas je izrazito sposoban u svakom primijenjenom aspektu BJJ-a i da dobro prolazi na natjecanjima. Manji naglasak je stavljen na teoretsko znanje. Rijetko koji formalni test se izvršava za dobivanje pojaseva. Za prikaz suprotnosti npr. u Judu praktično znanje i iskustvo u shiai-u (natjecanje) i/ili randoriju će teško nekome dati crni pojas, jer znanje imena tehnika i demonstracije kata su važne za nekoga koji ima crni pojas. Ali to nije uvijek svaki slučaj jer neke škole, osobito tradicionalne japanske, imaju uvjet da judaš pobijedi određen broj protivnika višeg stupnja prije napredovanja.

## Ostalo
Borilačke vještine iz kojih je proizašao BJJ:
- Judo
- Jujutsu

Ostale vještine koje često koriste ravnotežu, gušenja i zglobne koštce:
- Aikido
- Sambo

## Poveznice
- Antônio Rodrigo Nogueira
- Kosen Judo

## Vanjske poveznice

### Povijest
- Gracie Brazilian Jiu Jitsu History. Inačica izvorne stranice arhivirana 14. kolovoza 2011. Pristupljeno 24. srpnja 2007.

### Primjer tehnika
- Videos of Brazilian jiu jitsu Techniques

### Popisi škola
- Jiu-jitsu.net: Search for Schools  Arhivirana inačica izvorne stranice od 9. srpnja 2007. (Wayback Machine)

### Rezultati natjecanja
- CBJJ Tournament Results  Arhivirana inačica izvorne stranice od 4. ožujka 2016. (Wayback Machine)